# Distriktsåklagarexamen
Distriktsåklagarexamen infördes 1944 och avlades vid Stockholms högskola. Den omfattade huvudsakligen vissa av ämnena i juris kandidat-examen.